# Mikołaj Konojadzki
Mikołaj Konojadzki herbu Prawdzic – ławnik tczewski w latach 1671–1697, sekretarz królewski w 1669 roku.
W 1672 roku był deputatem województwa pomorskiego na Trybunał Główny Koronny.